# معركة بحر الفلبين
معركة بحر الفلبين وتعرف أيضاً باسم عملية ضربة الديك الرومي، كانت معركة بحرية حاسمة في الحرب العالمية الثانية، وأكبر معركة حاملة طائرات في التاريخ. دار فيها القتال بين القوات البحرية للولايات المتحدة والإمبراطورية اليابانية. كانت هذه المعركة جزءًا من حرب المحيط الهادئ الأوسع، وجرت أحداثها في الفترة بين 19-20 يونيو 1944 قبالة جزر ماريانا. تمخضت المعركة عن كارثة للبحرية الامبراطورية اليابانية التي فقدت ثلاثة حاملات طائرات وحوالي 600 طائرة. تعزى تلك الخسائر إلى حد كبير لتقادم الطائرات اليابانية، وعدم خبرة أفراد طاقم حاملة الطائرات اليابانية. من ناحية أخرى فإن البحرية الأمريكية كانت تمتلك طائرات مقاتلة أكثر حداثة غرومان إف 6 إف هيلكات، وطاقمها ذو تدريب أفضل وأكثر خبرة، بالإضافة إلى الدوريات الجوية القتالية الموجهة بالرادار.

## خلفية المعركة
في سبتمبر 1943، قرر مقر قيادة البحرية الامبراطورية اليابانية أن الوقت قد حان لإعادة الهجوم في منطقة المحيط الهادئ. بما ان الولايات المتحدة كانت تهاجم الجزر الواقعة تحت السيطرة اليابانية، حيث أن قلة وجود الطائرات يمكن معالجته بإضافة قوات جوية متمركزة برا. وكانت النتيجة عملية (あ号作戦)، التي تمت في وقت ما في أوائل عام 1944 ، حيث هوجم الأسطول الأميركي في المحيط الهادئ. في يوم 3 مايو، أرسلت أوامر العملية.
تكون الأسطول الياباني بقيادة نائب الأدميرال جيسابرو أوزاوا من خمس ناقلات كبيرة
( تايهو ،
شوكاكو ،
زيكاكو ،
جونيو ،
هيو)
أربع ناقلات خفيفة
( ريوهو ،
تشيتوسه ،
تشيودا  ،
زويهو)
خمس بوارج حربية
ياماتو  ،
موساشي ،
الكونغو  ،
هارونا ،
ناغاتو)
و طرادات مؤازرة، مدمرات، وحاملات وقود.
في 12 يونيو بدأت الطائرات الأمريكية سلسلة من الغارات الجوية على ماريانا، مقنعة الأدميرال تويودا سويمو القائد العام للأسطول، أن الولايات المتحدة تستعد للغزو. جاء ذلك مفاجأة إلى حد ما لأن الياباني كانت تتوقع أن الهدف القادم للحرب الأمريكية أقرب إلى الجنوب، إما في كارولين أو بالاو ، وبالتالي فإن ماريانا كانت محمية بقوة ضعيفة من 50 طائرة فقط.
في يوم 14 يونيو 1944 ، بدأت الولايات المتحدة غزو سايبان، وأعطى تويودا أعطى الأمر بالهجوم. الأجزاء الرئيسية للأسطول تتألف من ست حاملات طائرات والعديد من البوارج، تمركزت يوم 16 يونيو في الجزء الغربي من بحر الفلبين، وانتهت من إعادة التزود بالوقود يوم 17 يونيو.

## الروابط الخارجية
- نظام المعركة
- تاريخ معركة بحر الفلبين بالرسوم المتحركة
- سرد موجز للمعركة